# 中村八郎
中村 八郎（なかむら はちろう、1946年（昭和21年） - ）は、日本の防災対策、都市計画の専門家。学位は工学修士。

## 略歴
長野県に生まれる。法政大学工学部卒業後、日本大学大学院理工学研究科修士課程に進学し、同課程を修了する。その後、東京都国分寺市役所に入庁し、20年間勤務。その間、防災まちづくり係長、都市計画課長補佐として都市計画業務に従事した。その後、株式会社防災都市計画研究所代表取締役所長、NPO法人環境・災害対策研究所副理事長などを歴任した。現在、NPO法人くらしの安全安心サポーター理事長、日本大学理工学部及び大学院非常勤講師などを務める。

## 業績

### 著書
主な著書の一覧は下記の通り。
- 『災害に強い都市づくり』（新日本出版社、1993年）ISBN 4406022007
- 中村八郎著『これからの自治体防災計画』（自治体研究社、2005年) ISBN 4880374385
- 中村八郎、森勢郁生、岡西靖著『防災コミュニティ』（自治体研究社、2010年)ISBN 4880375519
- 中村八郎著『大震災 復興へのみちすじ―防災政策の新段階と地方自治体の政策活動』(自治体研究社、2011年) ISBN 4880375780
- 中村八郎、吉田太郎著『「防災大国」キューバに世界が注目するわけ』(築地書館、2011年) ISBN 4806714313

## 講師歴
以下、主な講演歴を掲載する。
- 2007年-一般社団法人日本経営協会公開セミナー「災害対策と防災計画推進講座」[2]
- 2012年-自由法曹団東京支部サマーセミナー講師[3]
- 2014年-大分市市議会議員政策研究会講師「3.11を踏まえてのこれからの自治体防災対策」[4]
- 2015年-「平成26年度千葉県自治研修センター 災害危機管理研修」講師[5]

など。